# Rogersville (Missouri)
Pour les articles homonymes, voir Rogersville.
Rogersville est une ville des comtés de Greene et Webster, dans le Missouri, aux États-Unis,. Située en limite des deux comtés, elle est incorporée en 1945. 

## Démographie
Lors du recensement de 2010, la ville comptait une population de 3 073 habitants. Elle est estimée, en 2016, à 3 519 habitants.

### Source de la traduction
- (en) Cet article est partiellement ou en totalité issu de l’article de Wikipédia en anglais intitulé « Rogersville, Missouri » (voir la liste des auteurs).